# Ío Volcano Observer

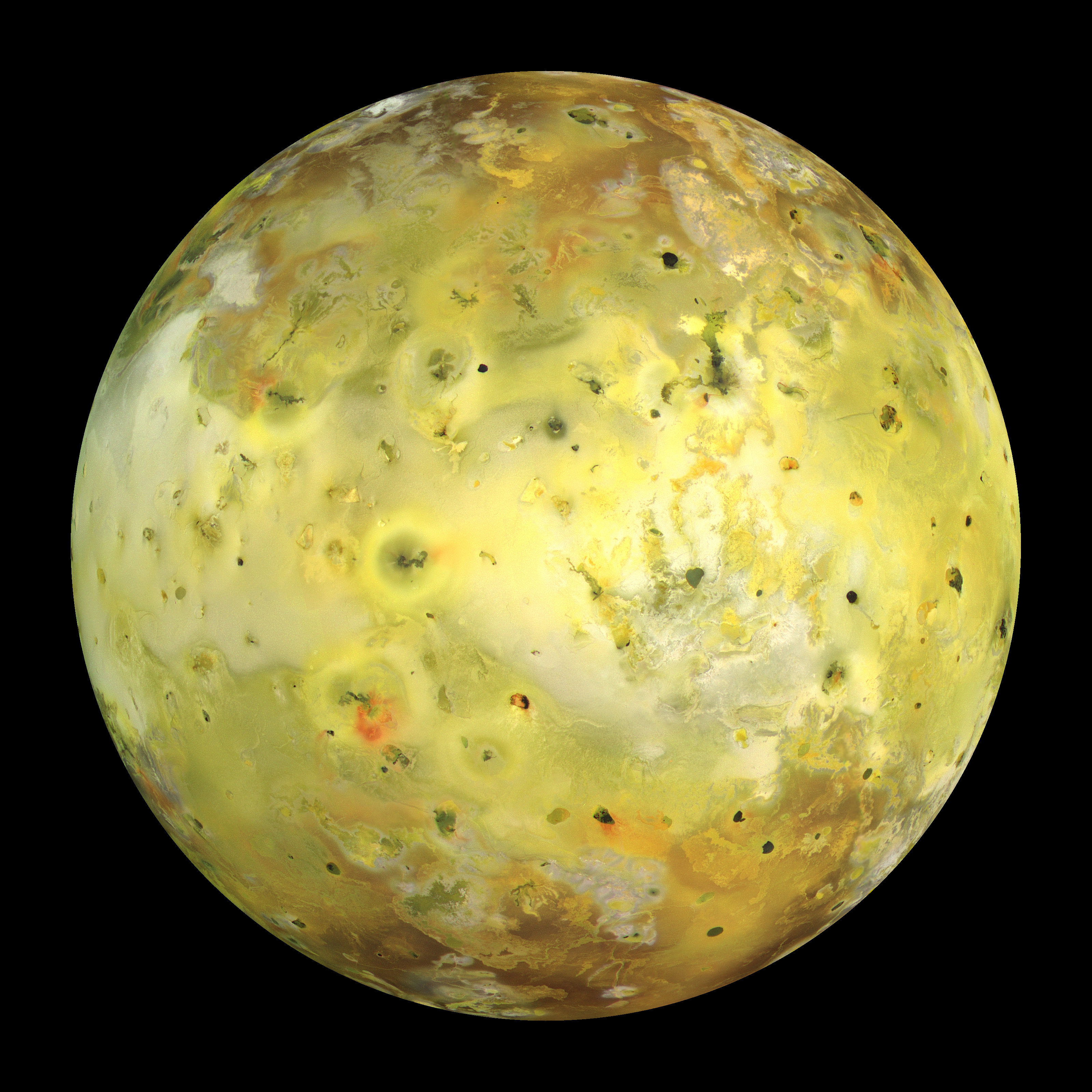
La Luna Ío de Júpiter

Io Volcano Observer (IVO) es un concepto de misión de exploración espacial robótica que, de ser aprobado y lanzado, orbitaría a Júpiter y realizaría al menos nueve sobrevuelos de la luna Ío de Júpiter. IVO ha sido propuesto a la NASA por la Universidad de Arizona y el Laboratorio de Física Aplicada de la Universidad Johns Hopkins.
La IVO es una misión de bajo costo para el planeta exterior que exploraría el vulcanismo activo de Ío y el impacto en el sistema de Júpiter en su conjunto al medir su flujo de calor global, su campo magnético inducido, la temperatura de su lava y la composición de su atmósfera.
La IVO, se lanzaría a fines de mayo de 2021 con una llegada a Júpiter en febrero de 2026, luego de un sobrevuelo de Ío de 510 km de altitud.